# 青春設計節
YDF青春設計節（Youth Innovative Design Festival）是一項在台灣高雄市舉辦的創意設計競賽，參展單位以大專院校為主軸，在台灣也是規模僅次於新一代設計展的畢業成果聯展。

## 展覽演變
前身為中華民國設計師協會2005年發起主辦的「南部青年創意設計科系聯展」。展出地點不斷從國立科學工藝博物館、夢時代購物中心等區域更變。最後在2009年整合高雄設計節，落腳在駁二藝術特區展出，由於規模不斷成長茁壯，2010年再獨立擴大整併各種設計形式科系項目，稱為青春設計節。

## 展覽內容
青春設計節是一個以台灣為主的設計院校畢業作品聯展。自2005年以來不斷擴大規模，成為南台灣具有規模的青年創意設計展，包括各種文化創意主題與藝術創作形式，讓青年創作有機會透過公開活動展示自我行銷與夢想發聲，並有機會透過獎項取得能力的證明，帶來各種可能的機會。

## 特色
入場門票設計為具防水功能的青春手環，在展出期間全程排配戴（不可取下）即可無限次數進出參觀青春設計節展場及青春影展實體放映。

## 競賽
- 創意設計競賽
  - 影音媒體創作類
  - 視覺傳達設計類
  - 立體造型暨產品設計類
  - 數位科技與遊戲設計類（2016年改為互動科技與遊戲設計類）
  - 空間設計類
- 場地設計競賽

## 周邊活動
- 青春影展
- 青春設計名人講座
- 小青春學生藝術市集
- 青春時尚週-決戰時尚伸展台

## 外部連結
- 2017 青春設計節 （页面存档备份，存于）
- 駁二藝術特區 （页面存档备份，存于）